# Zamarada dilata
Zamarada dilata là một loài bướm đêm trong họ Geometridae.